# Nina Tarakanova
Pour les articles homonymes, voir Tarakanova.
Nina Tarakanova (ca.1911-1994) est une danseuse de ballet russe, artiste des Ballets russes des années 1920 et 1930.

## Biographie
Elle est née en Russie. Elle serait apparentée à la légendaire princesse Tarakanova. Après la révolution de 1917, Nina Tarakanova émigre à Paris où elle est formée par la grande ballerine du Maryinsky, Mathilde Kschessinska, aux côtés de Tatiana Riabouchinska et David Lichine.
Elle commence sa carrière avec les Ballets russes du colonel de Basil. Elle crée des rôles dans Beach (1932), Le Beau Danube (1933) et Les Présages de Léonide Massine (1933),; Elle apparait pour la première fois en Grande-Bretagne au début des années 1930, puis passe dans la compagnie de Leon Woizikovsky (en) avec laquelle elle se produit durant plusieurs saisons au Coliseum Theatre en 1934 et 1935, dansant le rôle de la Ballerine dans Petrouchka et Swanhilda dans Coppélia.
En 1937, elle danse avec les Ballets russes de Monte-Carlo de René Blum, et élargit son répertoire avec Carnaval, Ode, Les Elfes, chorégraphie de Michel Fokine; musique de Mendelssohn; Le Lac des cygnes et Les Sylphides. Elle excelle dans des rôles à demi-caractère comme la danseuse de rue dans Beau Danube de Léonide Massine qui l'a choisie comme la marchande de gants dans la Gaîté Parisienne. Elle joue le rôle à Monte Carlo, lors de la première le 5 avril 1938 et à Londres. Alexandra Danilova lui reprend le rôle pour la tournée américaine. Tarakanova, mécontente d'être évincée, quitte la compagnie'.
Pendant la Seconde Guerre mondiale, après s'être installée en Angleterre, elle part en tournée avec le tout nouveau Ballet international de Mona Inglesby,. Le 19 mai 1941, la compagnie entame une tournée provinciale à l'Alhambra Theatre de Glasgow, suivie d'une saison de six semaines la même année au Lyric Theatre, à Londres. Tarakanova  crée le rôle de Vénus dans Planetomania, musique de Norman Demuth (en), première au théâtre royal de Birmingham, le 28 mai 1941 et Maria dans le ballet Twelfth Night, musique de Grieg, première au Royal Court Theatre de Liverpool, le 12 mai 1943; deux ballets chorégraphiés par Inglesby. Elle danse également le rôle de la tentatrice dans la version d'Everyman, chorégraphiée par Inglesby, en 1943, sur une musique de Richard Strauss.
Vers la fin de la guerre, elle quitte le ballet pour danser dans une opérette russe intitulée Merry-Go-Round mise en scène par Eugene Iskoldoff.
Retirée de la scène, elle enseigne pendant une courte période dans une école de ballet russe à Chelsea.
En 1951, elle aide son ancienne professeure Mathilde Kschessinska à donner un cours de danse russe.
Après la mort de son deuxième mari, elle quitte Londres et entre dans un hospice du Devon.

## Vie privée
En 1938, au sommet de sa carrière lors d'une saison à Drury Lane, Tarakanova épouse Gray Shaw, un homme d'affaires écossais, réalisateur britannique, propriétaire terrien et armateur. Ils divorcent par la suite.
Après la guerre, elle épouse Neil Maclaren (1909-1988), ancien conservateur de la National Gallery,.